# Норман Гантер
Норман Гантер (англ. Norman Hunter, нар. 29 жовтня 1943, Гейтсгед — 17 квітня 2020) — англійський футболіст, захисник. По завершенні ігрової кар'єри — футбольний тренер.
Як гравець насамперед відомий виступами за клуб «Лідс Юнайтед», а також за національну збірну Англії.
Дворазовий чемпіон Англії. Володар Кубка Англії. Володар Кубка англійської ліги. Дворазовий володар Кубка ярмарків. У складі збірної — чемпіон світу.

## Клубна кар'єра
У дорослому футболі дебютував у 1962 році виступами за команду клубу «Лідс Юнайтед», у якій провів чотирнадцять сезонів, взявши участь у 540 матчах чемпіонату. Більшість часу, проведеного у складі «Лідс Юнайтед», був основним гравцем захисту команди. За цей час двічі виборював титул чемпіона Англії, ставав володарем Кубка Англії, володарем Кубка ярмарків (двічі).
Протягом 1976—1979 років захищав кольори команди клубу «Бристоль Сіті».
Завершив професійну ігрову кар'єру у клубі «Барнслі», за команду якого виступав протягом 1979—1982 років.

## Виступи за збірну
У 1966 році дебютував в офіційних матчах у складі національної збірної Англії. Протягом кар'єри у національній команді, яка тривала 10 років, провів у формі головної команди країни 28 матчів, забивши 2 голи.
У складі збірної був учасником чемпіонату світу 1966 року в Англії, здобувши в тому ж році титул чемпіона світу, чемпіонату Європи 1968 року в Італії, на якому команда здобула бронзові нагороди, чемпіонату світу 1970 року у Мексиці.

## Кар'єра тренера
Розпочав тренерську кар'єру, ще продовжуючи грати на полі, у 1980 році, очоливши тренерський штаб клубу «Барнслі».
Протягом 1984—1987 років очолював команду клубу «Ротергем Юнайтед».
Останнім місцем тренерської роботи був клуб «Лідс Юнайтед», команду якого Норман Гантер очолював як виконувач обов'язків головного тренера у 1988 році.
Помер 17 квітня 2020 року на 77-му році життя від ускладнень, пов'язаних з коронавірусною хворобою COVID-19.

## Титули і досягнення

### Командні
- Чемпіон Англії (2):

«Лідс Юнайтед»: 1968–69, 1973–74
- Володар Кубка Англії (1):

«Лідс Юнайтед»: 1971–72
- Володар Кубка англійської ліги (1):

«Лідс Юнайтед»: 1967–68
- Володар Суперкубка Англії (1):

«Лідс Юнайтед»: 1969
- Володар Кубка ярмарків (2):

«Лідс Юнайтед»: 1967–68, 1970–71
- Чемпіон світу (1):

1966

### Особисті
- Гравець року за версією Професійної футбольної асоціації — 1974